# Baranjska županija (Kraljevina Ugarska)
Baranjska županija (nje. Komitat Branau, mađ. Baranya vármegye, lat. Comitatus Baraniensis) je bila jedna od županija Austro-Ugarske.

## Zemljopis
Ova županija graničila je s mađarskim županijama Bačko-bodroškom na istoku, Peštansko-piliško-šoltsko-kiškunskom na sjeveroistoku, Tolnanskom županijom na sjeveru i Šomođskom županijom na zapadu te hrvatsko-slavonskom županijom Virovitičkom županijom. 
Prirodne granice su bile rijeke Dunav i Drava.

## Stanovništvo
Prema popisu stanovništva u Kraljevini Ugarskoj 1910. sprovedenom po spornoj metodologiji, nacionalni sastav je bio:
| Nacionalnost | Nacionalnost | Nacionalnost |
| Kotar        | Popis 1900.  | Popis 1910.  |
| ------------ | ------------ | ------------ |
| Mađari       | 149.083      | 158.031      |
| Nijemci      | 103.334      | 105.941      |
| Hrvati       | 14.662       | 9.741        |
| Toti         | 267          | 230          |
| Rumunji      | -            | 24           |
| Rusini       | 7            | -            |
| Srbi         | 12.743       | 12.923       |
| ostali *     | 10.686       | 16.036       |

- Bošnjački Hrvati, šokački Hrvati itd.